# Semproniano
Semproniano és un municipi situat al territori de la província de Grosseto, a la regió de la Toscana (Itàlia).
Limita amb els municipis de Castell'Azzara, Manciano, Roccalbegna, Santa Fiora i Sorano.
Pertanyen al municipi les frazioni de Catabbio, Cellena, Petricci i Rocchette di Fazio.

## Galeria

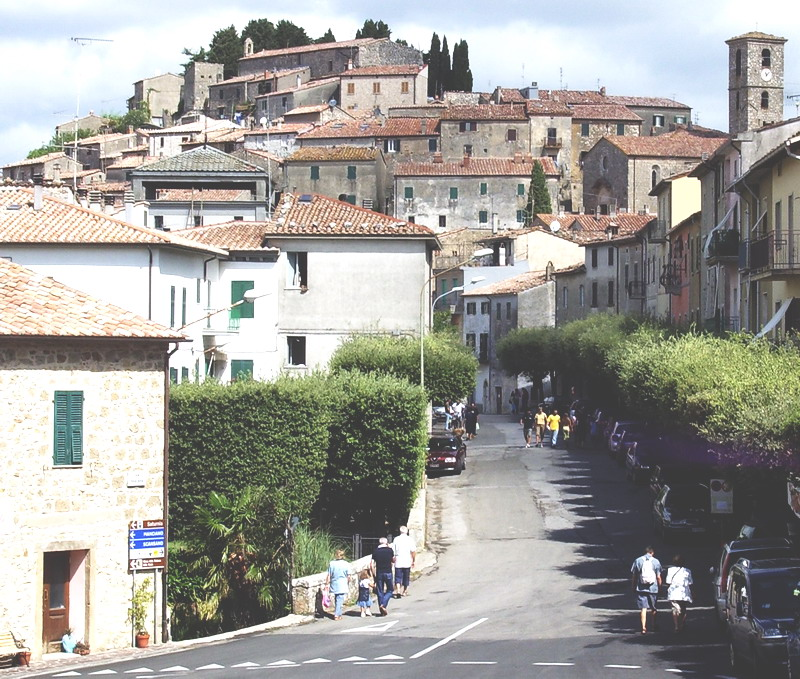
Vista del poble
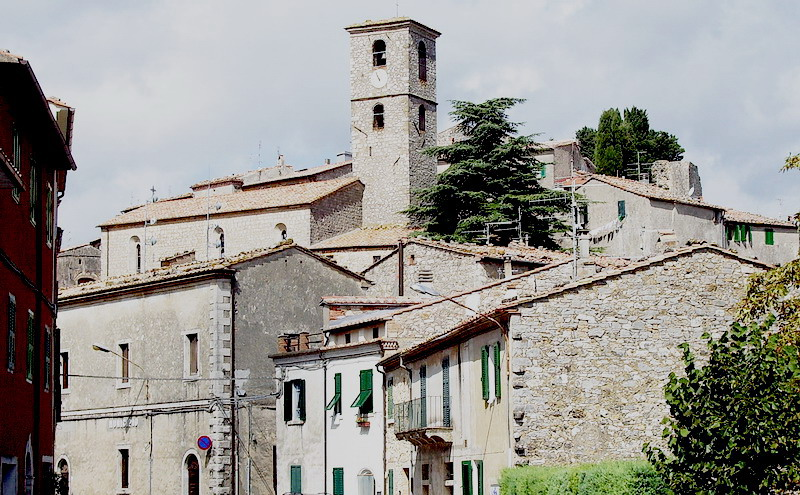
Centre històric
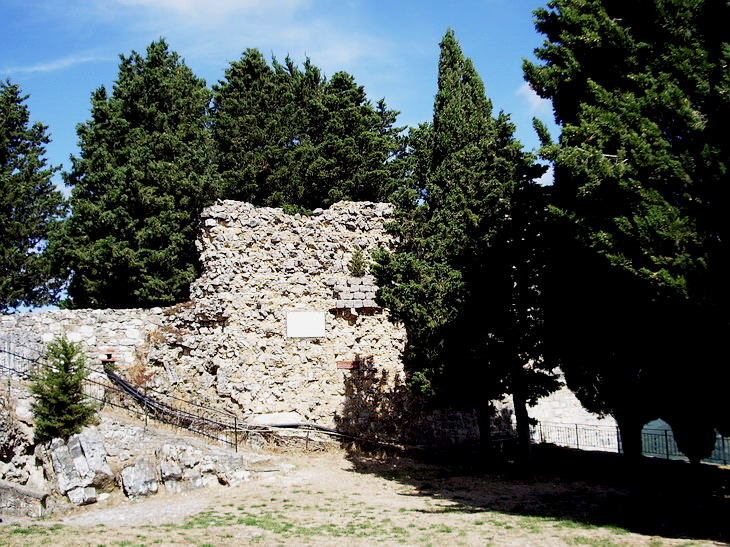
La Rocca
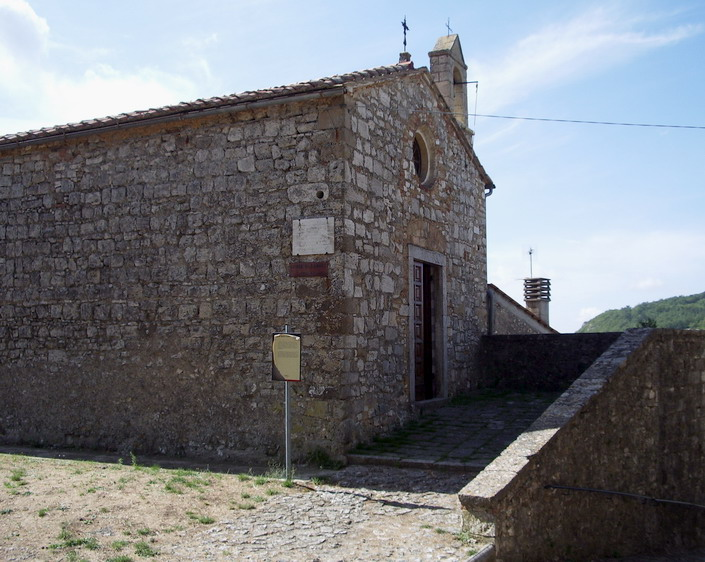
L'oratori de la Santa Creu
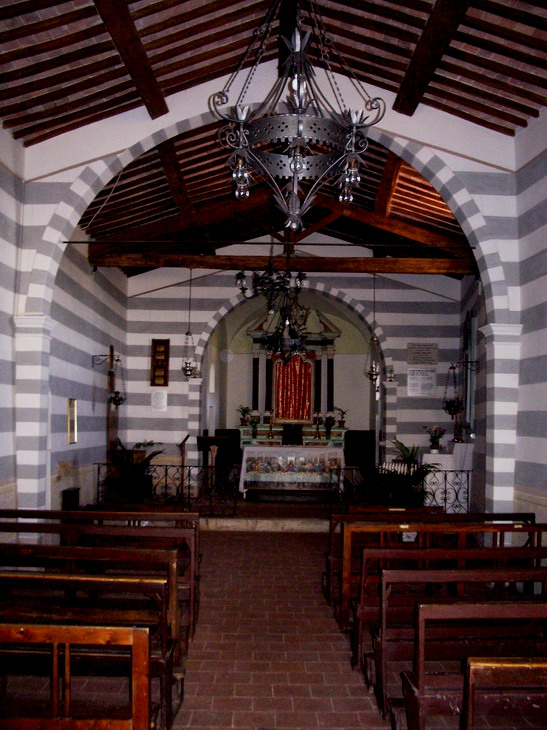
Interior de l'oratori
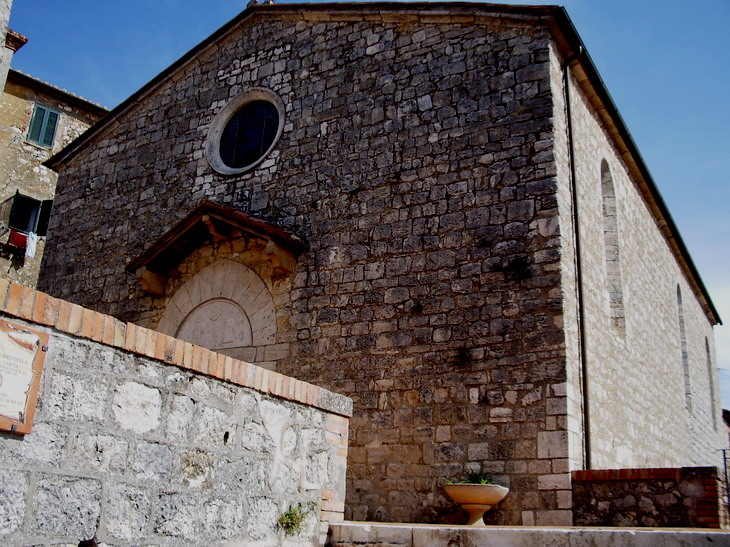
L'església de S.Vicenç i S.Anastasi
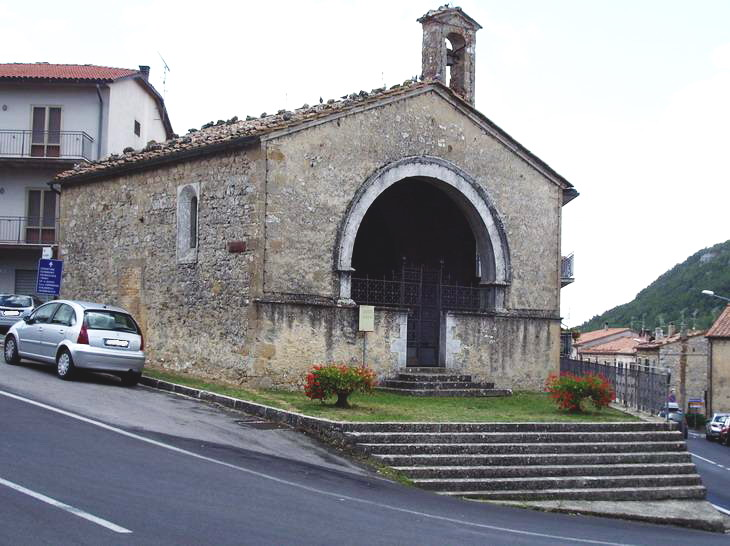
oratori de Sant Roc
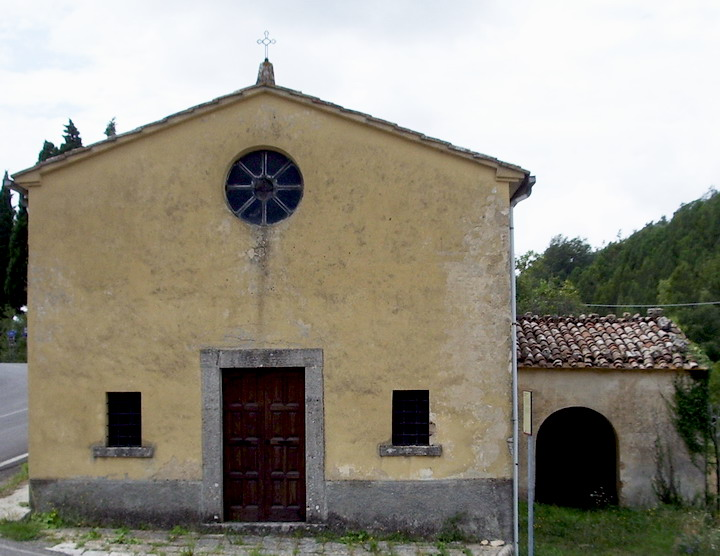
Església de la Madonna delle Grazie
Localització de Semproniano a la província de Grosseto